# Muricopsinae
Muricopsinae is een onderfamilie van weekdieren uit de klasse van de Gastropoda (slakken).

## Geslachten
- Acanthotrophon Hertlein & Strong, 1951
- Bizetiella Radwin & D'Attilio, 1972
- Favartia Jousseaume, 1880
- Homalocantha Mörch, 1852
- Maxwellia Baily, 1950
- Murexsul Iredale, 1915
- Muricopsis Bucquoy & Dautzenberg, 1882
- Pazinotus E. H. Vokes, 1970
- Pradoxa Fernandes & Rolán, 1993
- Rolandiella B. A. Marshall & K. W. Burch, 2000
- Subpterynotus Olsson & Harbison, 1953
- Vitularia Swainson, 1840
- Xastilia Bouchet & Houart, 1994